# Nebria sajanica
Nebria sajanica  (лат.) — вид жуков-жужелиц из подсемейства плотинников. Горный эндемик. Россия (Алтай, Восточный Саян, Прибайкалье). 

## Описание
Длина тела около 1 см. Обитает на берегах горных рек и ручьёв (Окинское нагорье; Тункинские гольцы; Окинское нагорье).